# Helga West
Helga West, auch nordsamisch Biennaš-Jon Jovnna Piera Helga (* 1986 in Utsjoki, Finnland), ist eine samische Dichterin aus Finnland.

## Leben
Helga West wurde 1986 im Dorf Outakoski (Gemeinde Utsjoki) im finnischen Teil von Sápmi geboren. Sie studierte Theologie an der Universität Helsinki und arbeitet derzeit an ihrer Dissertation zum Thema "Versöhnung". Als Dichterin debütierte sie im Jahr 2018 mit einem in nordsamischer Sprache verfassten Lyrikband. Mehrere ihrer Gedichte erschienen auch in deutscher Übersetzung von Christine Schlosser.

## Veröffentlichungen
- 2018: Gádden muohttaga vielgadin (deutsch: "Ich hielt den Schnee für weiß"). Kárášjohka: CálliidLágádus. ISBN 9788282632942